# 18기 KBS 바둑왕전
18기 KBS 바둑왕전은 한국방송공사의 TV 속기전이 참가한 국내 바둑 기전이다. 결승에서는 조훈현 九단이 이창호 九단을 2대 0로 꺾고 통산 11번째 우승을 차지했다.

## 대진표

### 승자조,패자조
| 강지성 三단     | 강지성 三단 | 최명훈 七단     | 최명훈 七단     | 이창호 九단     | 이창호 九단 | 이창호 九단 | 이창호 九단 | 조훈현 九단 (2:0) |
| 박병규 初단     | 강지성 三단 | 최명훈 七단     | 최명훈 七단     | 이창호 九단     | 이창호 九단 | 이창호 九단 | 이창호 九단 | 조훈현 九단 (2:0) |
| 최명훈 七단     |             | 최명훈 七단     | 최명훈 七단     | 이창호 九단     | 이창호 九단 | 이창호 九단 | 이창호 九단 | 조훈현 九단 (2:0) |
| 이세돌 三단     | 이세돌 三단 | 이창호 九단     | 최명훈 七단     | 이창호 九단     | 이창호 九단 | 이창호 九단 | 이창호 九단 | 조훈현 九단 (2:0) |
| 이창호 九단     |             | 이창호 九단     | 최명훈 七단     | 이창호 九단     | 이창호 九단 | 이창호 九단 | 이창호 九단 | 조훈현 九단 (2:0) |
| 안달훈 三단     | 안달훈 三단 | 김수장 九단     | 유창혁 九단     | 이창호 九단     | 이창호 九단 | 이창호 九단 | 이창호 九단 | 조훈현 九단 (2:0) |
| 장수영 九단     | 안달훈 三단 | 김수장 九단     | 유창혁 九단     | 이창호 九단     | 이창호 九단 | 이창호 九단 | 이창호 九단 | 조훈현 九단 (2:0) |
| 김수장 九단     |             | 김수장 九단     | 유창혁 九단     | 이창호 九단     | 이창호 九단 | 이창호 九단 | 이창호 九단 | 조훈현 九단 (2:0) |
| 유창혁 九단     | 유창혁 九단 | 유창혁 九단     | 유창혁 九단     | 이창호 九단     | 이창호 九단 | 이창호 九단 | 이창호 九단 | 조훈현 九단 (2:0) |
| 정대상 七단     |             | 유창혁 九단     | 유창혁 九단     | 이창호 九단     | 이창호 九단 | 이창호 九단 | 이창호 九단 | 조훈현 九단 (2:0) |
| 조대현 九단     | 조대현 九단 | 조훈현 九단     | 이상훈(小) 三단 | 이상훈(小) 三단 | 이창호 九단 | 이창호 九단 | 이창호 九단 | 조훈현 九단 (2:0) |
| 김성룡 六단     | 조대현 九단 | 조훈현 九단     | 이상훈(小) 三단 | 이상훈(小) 三단 | 이창호 九단 | 이창호 九단 | 이창호 九단 | 조훈현 九단 (2:0) |
| 조훈현 九단     |             | 조훈현 九단     | 이상훈(小) 三단 | 이상훈(小) 三단 | 이창호 九단 | 이창호 九단 | 이창호 九단 | 조훈현 九단 (2:0) |
| 유병호 八단     | 유병호 八단 | 이상훈(小) 三단 | 이상훈(小) 三단 | 이상훈(小) 三단 | 이창호 九단 | 이창호 九단 | 이창호 九단 | 조훈현 九단 (2:0) |
| 이상훈(小) 三단 |             | 이상훈(小) 三단 | 이상훈(小) 三단 | 이상훈(小) 三단 | 이창호 九단 | 이창호 九단 | 이창호 九단 | 조훈현 九단 (2:0) |
| 목진석 四단     | 목진석 四단 | 정수현 九단     | 정수현 九단     | 이상훈(小) 三단 | 이창호 九단 | 이창호 九단 | 이창호 九단 | 조훈현 九단 (2:0) |
| 김종준 四단     | 목진석 四단 | 정수현 九단     | 정수현 九단     | 이상훈(小) 三단 | 이창호 九단 | 이창호 九단 | 이창호 九단 | 조훈현 九단 (2:0) |
| 정수현 九단     |             | 정수현 九단     | 정수현 九단     | 이상훈(小) 三단 | 이창호 九단 | 이창호 九단 | 이창호 九단 | 조훈현 九단 (2:0) |
| 양재호 九단     | 양재호 九단 | 양재호 九단     | 정수현 九단     | 이상훈(小) 三단 | 이창호 九단 | 이창호 九단 | 이창호 九단 | 조훈현 九단 (2:0) |
| 윤현석 五단     |             | 양재호 九단     | 정수현 九단     | 이상훈(小) 三단 | 이창호 九단 | 이창호 九단 | 이창호 九단 | 조훈현 九단 (2:0) |
| 패자조          |             |                 |                 |                 |             |             |             | 조훈현 九단 (2:0) |
| 패자 1회전      | 패자 1회전  | 패자 2회전      | 패자 3회전      | 패자 4회전      | 패자 준결승 | 패자 결승   |             | 조훈현 九단 (2:0) |
| 강지성 三단     | 윤현석 五단 | 김수장 九단     | 조훈현 九단     | 조훈현 九단     | 정수현 九단 | 조훈현 九단 |             | 조훈현 九단 (2:0) |
| 윤현석 五단     | 윤현석 五단 | 김수장 九단     | 조훈현 九단     | 조훈현 九단     | 정수현 九단 | 조훈현 九단 |             | 조훈현 九단 (2:0) |
| 김수장 九단     |             | 김수장 九단     | 조훈현 九단     | 조훈현 九단     | 정수현 九단 | 조훈현 九단 |             | 조훈현 九단 (2:0) |
| 이세돌 三단     | 목진석 四단 | 조훈현 九단     | 조훈현 九단     | 조훈현 九단     | 정수현 九단 | 조훈현 九단 |             | 조훈현 九단 (2:0) |
| 목진석 四단     | 목진석 四단 | 조훈현 九단     | 조훈현 九단     | 조훈현 九단     | 정수현 九단 | 조훈현 九단 |             | 조훈현 九단 (2:0) |
| 조훈현 九단     |             | 조훈현 九단     | 조훈현 九단     | 조훈현 九단     | 정수현 九단 | 조훈현 九단 |             | 조훈현 九단 (2:0) |
| 유창혁 九단     |             |                 |                 | 조훈현 九단     | 정수현 九단 | 조훈현 九단 |             | 조훈현 九단 (2:0) |
| 안달훈 三단     | 안달훈 三단 | 안달훈 三단     | 안달훈 三단     | 정수현 九단     | 정수현 九단 | 조훈현 九단 |             | 조훈현 九단 (2:0) |
| 유병호 八단     | 안달훈 三단 | 안달훈 三단     | 안달훈 三단     | 정수현 九단     | 정수현 九단 | 조훈현 九단 |             | 조훈현 九단 (2:0) |
| 양재호 九단     |             | 안달훈 三단     | 안달훈 三단     | 정수현 九단     | 정수현 九단 | 조훈현 九단 |             | 조훈현 九단 (2:0) |
| 정대상 七단     | 정대상 七단 | 최명훈 七단     | 안달훈 三단     | 정수현 九단     | 정수현 九단 | 조훈현 九단 |             | 조훈현 九단 (2:0) |
| 조대현 九단     | 정대상 七단 | 최명훈 七단     | 안달훈 三단     | 정수현 九단     | 정수현 九단 | 조훈현 九단 |             | 조훈현 九단 (2:0) |
| 최명훈 七단     |             | 최명훈 七단     | 안달훈 三단     | 정수현 九단     | 정수현 九단 | 조훈현 九단 |             | 조훈현 九단 (2:0) |
| 정수현 九단     |             |                 |                 | 정수현 九단     | 정수현 九단 | 조훈현 九단 |             | 조훈현 九단 (2:0) |
| 이상훈(小) 三단 |             |                 |                 |                 |             | 조훈현 九단 |             | 조훈현 九단 (2:0) |

## 대국 결과

### 예선
| 대진         | 연도   | 대국일자 | 승자        | 패자                | 결과 | 기보 |
| ------------ | ------ | -------- | ----------- | ------------------- | ---- | ---- |
| 1차예선      | 1999년 | 2월 23일 | 목진석 三단 | 박지훈(大) 二단     |      |      |
| 1차예선      | 1999년 | 2월 23일 | 최문용 二단 | 윤영선 二단         |      |      |
| 2차예선      | 1999년 | 2월 25일 | 천풍조 七단 | 허장회 八단         |      |      |
| 2차예선      | 1999년 | 2월 25일 | 장수영 九단 | (故)김수영(男) 七단 |      |      |
| 2차예선      | 1999년 | 2월 25일 | 장수영 九단 | 백대현 三단         |      |      |
| 2차예선 결승 | 1999년 | 2월 25일 | 장수영 九단 | 박진열 七단         |      |      |
| 2차예선 결승 | 1999년 | 2월 25일 | 조대현 八단 | 이성재 三단         |      |      |
| 2차예선 결승 | 1999년 | 2월 25일 | 유창혁 九단 | 박지은 二단         |      |      |
| 2차예선 결승 | 1999년 | 2월 25일 | 조훈현 九단 | 염정훈 二단         |      |      |
| 2차예선 결승 | 1999년 | 2월 25일 | 목진석 三단 | 서능욱 九단         |      |      |

### 본선
| 대진        | 연도   | 대국일자  | 승자            | 패자            | 결과              | 기보 |
| ----------- | ------ | --------- | --------------- | --------------- | ----------------- | ---- |
| 승자 1회전  | 1999년 | 3월 2일   | 강지성 二단     | 박병규 初단     | 222수 백 불계승   |      |
| 승자 1회전  | 1999년 | 3월 2일   | 안달훈 三단     | 장수영 九단     | 245수 백 반집승   |      |
| 승자 1회전  | 1999년 | 3월 16일  | 조대현 八단     | 김성룡 五단     | 159수 흑 불계승   |      |
| 승자 1회전  | 1999년 | 3월 16일  | 목진석 四단     | 김종준 四단     | 314수 흑 10집반승 |      |
| 승자 2회전  | 1999년 | 3월 9일   | 이창호 九단     | 이세돌 二단     | 222수 백 불계승   |      |
| 승자 2회전  | 1999년 | 3월 9일   | 유창혁 九단     | 정대상 七단     | 168수 백 불계승   |      |
| 승자 2회전  | 1999년 | 3월 23일  | 양재호 八단     | 윤현석 五단     | 266수 흑 2집반승  |      |
| 승자 2회전  | 1999년 | 3월 23일  | 이상훈(小) 三단 | 유병호 八단     | 179수 흑 불계승   |      |
| 승자 2회전  | 1999년 | 4월 6일   | 최명훈 六단     | 강지성 二단     | 331수 흑 반집승   |      |
| 승자 2회전  | 1999년 | 4월 6일   | 조훈현 九단     | 조대현 八단     | 161수 흑 불계승   |      |
| 승자 2회전  | 1999년 | 4월 20일  | 김수장 九단     | 안달훈 三단     | 274수 흑 11집반승 |      |
| 승자 2회전  | 1999년 | 4월 20일  | 정수현 九단     | 목진석 四단     | 280수 흑 3집반승  |      |
| 패자 1회전  | 1999년 | 5월 4일   | 정대상 七단     | 조대현 八단     | 255수 백 반집승   |      |
| 패자 1회전  | 1999년 | 5월 4일   | 윤현석 五단     | 강지성 三단     | 158수 백 불계승   |      |
| 패자 1회전  | 1999년 | 5월 18일  | 목진석 四단     | 이세돌 二단     | 236수 흑 2집반승  |      |
| 패자 1회전  | 1999년 | 5월 18일  | 안달훈 三단     | 유병호 八단     | 210수 흑 14집반승 |      |
| 승자 3회전  | 1999년 | 6월 1일   | 이창호 九단     | 최명훈 六단     | 164수 백 불계승   |      |
| 승자 3회전  | 1999년 | 6월 1일   | 이상훈(小) 三단 | 조훈현 九단     | 189수 흑 불계승   |      |
| 승자 3회전  | 1999년 | 6월 29일  | 유창혁 九단     | 김수장 九단     | 201수 흑 불계승   |      |
| 승자 3회전  | 1999년 | 6월 29일  | 정수현 九단     | 양재호 九단     | 228수 흑 1집반승  |      |
| 패자 2회전  | 1999년 | 7월 27일  | 김수장 九단     | 윤현석 五단     | 256수 백 반집승   |      |
| 패자 2회전  | 1999년 | 7월 27일  | 안달훈 三단     | 양재호 九단     | 189수 흑 불계승   |      |
| 패자 2회전  | 1999년 | 8월 10일  | 조훈현 九단     | 목진석 四단     | 323수 백 7집반승  |      |
| 패자 2회전  | 1999년 | 8월 10일  | 최명훈 七단     | 정대상 七단     | 269수 흑 불계승   |      |
| 패자 3회전  | 1999년 | 8월 24일  | 조훈현 九단     | 김수장 九단     | 129수 흑 불계승   |      |
| 패자 3회전  | 1999년 | 8월 24일  | 안달훈 三단     | 최명훈 七단     | 152수 백 불계승   |      |
| 승자 준결승 | 1999년 | 8월 24일  | 이창호 九단     | 유창혁 九단     | 62수 백 시간승    |      |
| 승자 준결승 | 1999년 | 8월 31일  | 이상훈(小) 三단 | 정수현 九단     | 184수 백 불계승   |      |
| 패자 4회전  | 1999년 | 9월 14일  | 조훈현 九단     | 유창혁 九단     | 161수 흑 불계승   |      |
| 패자 4회전  | 1999년 | 9월 14일  | 정수현 九단     | 안달훈 三단     | 316수 백 1집반승  |      |
| 승자 결승   | 1999년 | 9월 28일  | 이창호 九단     | 이상훈(小) 三단 | 246수 백 불계승   |      |
| 패자 준결승 | 1999년 | 9월 28일  | 조훈현 九단     | 정수현 九단     | 249수 흑 5집반승  |      |
| 패자 결승   | 1999년 | 10월 19일 | 조훈현 九단     | 이상훈(小) 三단 | 260수 백 불계승   |      |
| 결승 1국    | 1999년 | 11월 8일  | 조훈현 九단     | 이창호 九단     | 173수 흑 불계승   |      |
| 결승 2국    | 1999년 | 11월 9일  | 조훈현 九단     | 이창호 九단     | 180수 백 불계승   |      |
| 결승 3국    | 1999년 | 11월 9일  |                 |                 |                   |      |

## TV 중계
- 녹화대국으로 KBS 위성2TV에서 매주 토요일에 방송되었으나 이중 3월 ~ 5월은 매주 토요일 밤 9시 ~ 10시 30분, 6월 ~ 12월은 매주 일요일 오전 12시 ~ 1시 30분, 오후 2시 ~ 3시 30분에 방송되었다, 노영하 九단 해설로 진행하였다. 결승 2국(최종국) 끝난 후 시상식에는 계시자 김미동의 한복을 입고 참석했고, 이성민 아나운서가 진행했으나 인터뷰(우승자,준우승자)의 소감만 밝혔다. 대국 직전의 결승 2국(최종국)에서 11월 9일 KBS 뉴스 9의 평일 앵커로 진행으로 이후 재진행했던 황현정 前 아나운서가 소식을 전했다.

## 특이 사항
- IMF 한파로 인하여 지난기(17기)에 이어 승자조 24명이 20명으로 축소로 승자,패자 대국
- 조훈현 九단 통산 11번째 우승
- 우승자와 준우승자에게는 2000년 5월 말에는 대한민국 경북 경주시 호텔현대에서 열리는 TV 바둑 아시아 선수권대회에 출전 자격을 얻게 되었다.